# کولتن اندروود
کولتن آندروود (انگلیسی: Colton Underwood؛ ۲۶ ژانویه ۱۹۹۲) یک بازیکن فوتبال آمریکایی اهل ایالات متحده آمریکا است که در حال حاضر یک عامل آزاد است.

## وقایع تلویزیونی
آندروود به عنوان یک شرکت کننده در فصل ۱۴از سری برنامه لیسانسبازیگران Becca Kufrinحضور داشت.

## زندگی شخصی
آندروود در ۱۴ آوریل ۲۰۲۱، به عنوان همجنسگرا آشکارسازی کرد‌.